# Ghiacciaio Newall
Il ghiacciaio Newall è un ghiacciaio lungo circa 17 km situato nella regione centro-occidentale della Dipendenza di Ross, in Antartide. Il ghiacciaio, il cui punto più alto si trova a circa 1500 m s.l.m., si trova in particolare nella zona orientale della dorsale Asgard, dove fluisce verso nord, a partire da un nevaio situato ai piedi del fianco occidentale del picco Harris e a nord del picco Kaminuma per poi virare verso est e scorrere tra il monte Newall, a nord, e il monte Weyant, a sud, e infine virare di nuovo verso nord scorrendo fino a unire il proprio flusso, a cui nel frattempo si è unito quello dei ghiacciai Loftus e Commanda, a quello del ghiacciaio pedemontano Wilson.

## Storia
Il ghiacciaio Newall è stato mappato dalla squadra occidentale della spedizione Terra Nova, condotta dal 1910 al 1913 e comandata dal capitano Robert Falcon Scott, ma è stato così battezzato solo in seguito dai membri della squadra neozelandese della spedizione Fuchs-Hillary, condotta dal 1956 al 1958, in riferimento al vicino monte Newall, che era stato così chiamato agli inizi del Novecento in onore di uno dei maggiori finanziatori della spedizione Discovery, svolta dal 1904 al 1907 sempre al comando di Scott.